# Бргуле (Уб)
Бргуле је насеље у општини Уб, у Колубарском округу, у Србији. Према попису из 2022. било је 935 становника.
Овде се налази Воденица у Бргулама.

## Општи подаци
Село је доста пространо у непосредној близини отвореног рудника угља. У селу има доста необичних кућа. Постоји легенда да је сеоски дом културе уклет, те да стога никада није довршен, о чему је својевремено била емисија на РТС-у. А истина је да су темељи дома направљени од повађених споменика из сеоског гробља. Тако да и дан данас се могу видети делови натписа. Одатле и потиче легенда о уклетости.
Бргуле се са источне стране граничи са Пољанама, на северној страни је Лисо Поље, на северозападној страни је Пироман, западној Бровић, југозападној са селом Шарбане, јужно са Радљевом и југоисточно са Каленићем.
Бргуле су при странама Уба (речице) и Тамнаве, на равници која се стрмо спушта у Тамнаву а благо ка Колубари и с кућама растуреним на све стране. Па ипак се по положају куће разликују три краја: Рупљани су до Шарбана, Дегурски Крај низ поток Пљоштаницу и до Каленића, Колубарски крај и Шимнатица на север до Лисог Поља, око старе цркве.

## Имена насеља
Тамнава није по имену и месту чисто српска област. Име јој је угарског порекла тамлава, податке о овоме налазимо у дубровачком архиву, област је припојена Србији у време краљева милутина и Драгутина, као мираз. Имена села, засеока, брда и река су или чисто народног или страног порекла (највише угарског). Ова имена страног порекла опомињу, да је некада Тамнава била насељена неким страним елементима или да је њоме, насељеном нашима народом, завладала нека туђа сила, те су оставили трагове у именима појединих места.
Страних имена је мало, више у брдском крају него у ревнијем, мада и ту има понеко очувано име. Имена српска су или везана за данашње или некадашње становништво, и има их разних врста.
Имена страног порекла: Страна имена, за које се позитивно може тврдити да су латинског или романског порекла, јесу: Бањани, БРГУЛЕ, Букор, Коцељева итд..
Мађарска чаршија у Бргулама је до Радљева, на (потоку) Пљоштаници, на месту где су данас Поповића куће. И ово је зиратно поље, на коме су се плугом и мотиком нашли многи стари бунари гвожђа, оружја, алат.И данас се један део овог поља или не може или се тешко и пажљиво оре-користи због доста камена и цигле, која се налазе у земљи. Предање каже да је била велика чаршија, која је имала своју цркву у Шимнатици и ишла манастиру у Лисо Поље.
Ханишта су особна имена појединих места, на којима су били потнички ханови. Овакво ханиште постоји и у Бргулама.
Старост појединих села даје се унеколико одредити положајем и распоредом имања и породичним везама. За Бргуле се, по народном предању, каже да село постоји преко 400 година.

## Порекло фамилија-презимена села Бргуле
Презиме – када су досељени – одакле су досељени – крсна слава – напомена:
Бајићи, друга половина 18. века, Ораховица у Азбуковици, Никољдан.
Бранковићи 2, после 1827. године, Белопавловићи, Јовањдан, уљез у Бранковиће 1.
Васиљевићи, после 1827. године, Миличиница у Подгорини, Ђурђиц.
Вујановићи, друга половина 20. века, Остружањ у Подгорини, Јовањдан.
Грујичићи и Дегурци. Видети Дегурци и Грујучићи.
Даничићи, после 1827. године, Тител у Бачкој, Петровдан.
Дивнићи (Рупари), друга половина 20. века, Причевић у Подгорини, Никољдан.
Ђурићи, друга половина 20. века, Осат, Митровдан.
Дегурци и Грујичићи, друга половина 18. века, Дегурић у Колубари, Ђурђиц.
Ердељски, после 1827. године, Вршац, Никољдан.
Живановићи 1, друга половина 20. века, Дробњаци, Ђурђевдан.
Живановићи 2, после 1827. године, Лопатањ у Подгорини, Ђурђиц.
Живојиновићи, друга половина 18. века, Лучица у Јадру, Ђурђевдан.
Ивановићи, друга половина 18. века, Пљевље, Јовањдан.
Илићи 1, друга половина 18. века, Бајице у Црној Гори, Јовањдан.
Илићи 2, после 1827. године, Осат, Ђурђевдан.
Кедићи, друга половина 18. века, Суводањ у Подгорини, Лазаревдан.*
- Кедићи у Бргулама и Бровићу су једна иста породица, потомци чувеног подгорског војводе Милића Кедића. У Бровићу су потомци његова два брата а у Бргулама Милићевог рођеног сина Тадије, који је у селу и околини, у доба сређених државних прилика, учинио доста великих услуга у подизању цркве, школе, путева и других културних тековина. За Тадију се прича да је био необично паметан, хладан и сређен човек, да је дуго кметовао, да је нуђен разним почастима, али их није хтео примати.

Лазаревићи, после 1827. године, Звиздар-околина Уба, Ђурђиц.
Лазићи, после 1827. године, Гуњљаци у Азбуковици, Јовањдан и Петровдан, уљези.
Лукићи, друга половина 18. века, Бабина Лука у Колубари, Ђурђиц и Алимпијевдан, уљез у Маричиће.
Максимовићи, после 1827. године, Миличиница у Подгорини, Никољдан.
Матаруге, после 1827. године, Матаруге у Полимљу, Ђурђевдан.
Матићи, друга половина 18. века, Костојевићи код Ужица, Св. Јован Златоусти.
Милићевићи, друга половина 18. века, Миличиница у Подгорини, Јовањдан.
Миловановићи, после 1827. године, Коњуша у Подгорини, Јовањдан.
Митровићи 2, после 1827. године, Д. Љубовиђа у Азбуковици, Јовањдан.
Новаковићи, после 1827. године, Дегурић у Колубари, Јовањдан.
Павловићи 1, друга половина 18. века, Балиновић у Подгорини, Јовањдан.
Павловићи 2, данас су то Фамилије: Јеремић,Пантелић и Ранковић, после 1827. године, суседне Шарбане (!)*, Аранђеловдан.
Пантелићи, после 1827. године, Ставе у Рађевини, Ђурђевдан.
Пантићи, после 1827. године, Братачић у Подгорини, Јовањдан.
Петровићи 1, после 1827, Бела Карјина, Јовањдан и Петровдан, уљези у Балиновце.
Петровићи 2, после 1827. године, Дегурић у Колубари, Јовањдан и Никољдан, уљези у Балиновце.
Поповићи 1, после 1827. године, Близоње у Колубари, Јовањдан, давнашња свештеничка породица..
Поповићи 2, после 1827. године, Попучке у Колубари, Ђурђиц, давнашња свештеничка породица.
Радојичићи, друга половина 18. века, Бобова у Подгорини, Никољдан.
Радуловићи, друга половина 18. века, Азбуковица, Јовањдан.
Ранковићи 1 и Бранковићи, друга половна 18. века, Стари Влах, Никољдан.
Седларци, после 1827. године, Седлари у Подгорини, Ђурђевдан.
Симићи, после 1827. године, Црна Гора, Лучиндан.
Стаменковићи, после 1827. године, Гаре до Власотинаца, Аранђеловдан.
Станимировићи, стара породица, Алимпијевдан.
Станићи и Јовановићи, друга половина 18. века, Врбић у Рађевини, Јовањдан.
Степановићи, после 1827. године, Осат, Аранђеловдан.
Тешићи 1, друга половна 18. века, Тузла, Пантелијевдан.
Тешићи 2, после 1827. године, Крајина, Стевањдан, уљези у Тешиће 1.
Томићи и Митровићи 1, друга половина 18. века, Шљивова у Рађевини, Јовањдан.
Урошевићи, друга половина 18. века, Сјеница, Томиндан.
Филиповићи, друга половина 18. века, Бабина Лука у Колубари, Јовањдан.
Хаџићи, друга половина 18. века, Ситарица у Подговини, Ђурђиц.
Шукићи, после 1827. године, оближња Руклада, Никољдан уљези.

## Демографија
У насељу Бргуле живи 982 пунолетна становника, а просечна старост становништва износи 41,2 година (39,8 код мушкараца и 42,7 код жена). У насељу има 391 домаћинство, а просечан број чланова по домаћинству је 3,16.
Ово насеље је великим делом насељено Србима (према попису из 2002. године), а у последња три пописа, примећен је пад у броју становника.
|  |

| Демографија | Демографија | Демографија |
| Година      | Становника  | Становника  |
| ----------- | ----------- | ----------- |
| 1948.       | 1.465       |             |
| 1953.       | 1.493       |             |
| 1961.       | 1.571       |             |
| 1971.       | 1.546       |             |
| 1981.       | 1.428       |             |
| 1991.       | 1.356       | 1.320       |
| 2002.       | 1.235       | 1.280       |

| Етнички састав према попису из 2002.‍ | Етнички састав према попису из 2002.‍ | Етнички састав према попису из 2002.‍ | Етнички састав према попису из 2002.‍ | Етнички састав према попису из 2002.‍ |
| ------------------------------------ | ------------------------------------ | ------------------------------------ | ------------------------------------ | ------------------------------------ |
|                                      |                                      |                                      |                                      |                                      |
| Срби                                 | Срби                                 |                                      | 1.218                                | 98,62%                               |
| Црногорци                            | Црногорци                            |                                      | 5                                    | 0,40%                                |
| Македонци                            | Македонци                            |                                      | 5                                    | 0,40%                                |
| непознато                            | непознато                            |                                      | 6                                    | 0,48%                                |

| Година пописа     | 1948. | 1953. | 1961. | 1971. | 1981. | 1991. | 2002. |
| ----------------- | ----- | ----- | ----- | ----- | ----- | ----- | ----- |
| Број домаћинстава | 282   | 300   | 380   | 388   | 395   | 402   | 391   |

| Број чланова      | 1  | 2   | 3  | 4  | 5  | 6  | 7  | 8 | 9 | 10 и више | Просек |
| ----------------- | -- | --- | -- | -- | -- | -- | -- | - | - | --------- | ------ |
| Број домаћинстава | 82 | 107 | 46 | 49 | 51 | 43 | 12 | 1 | 0 | 0         | 3,16   |

| Пол    | Укупно | Неожењен/Неудата | Ожењен/Удата | Удовац/Удовица | Разведен/Разведена | Непознато |
| ------ | ------ | ---------------- | ------------ | -------------- | ------------------ | --------- |
| Мушки  | 514    | 156              | 318          | 29             | 10                 | 1         |
| Женски | 518    | 73               | 316          | 116            | 13                 | 0         |
| УКУПНО | 1.032  | 229              | 634          | 145            | 23                 | 1         |

| Пол    | Укупно                    | Пољопривреда, лов и шумарство | Рибарство                            | Вађење руде и камена | Прерађивачка индустрија       |
| ------ | ------------------------- | ----------------------------- | ------------------------------------ | -------------------- | ----------------------------- |
| Мушки  | 292                       | 74                            | 0                                    | 49                   | 40                            |
| Женски | 105                       | 62                            | 0                                    | 4                    | 3                             |
| УКУПНО | 397                       | 136                           | 0                                    | 53                   | 43                            |
| Пол    | Производња и снабдевање   | Грађевинарство                | Трговина                             | Хотели и ресторани   | Саобраћај, складиштење и везе |
| Мушки  | 28                        | 16                            | 13                                   | 2                    | 39                            |
| Женски | 2                         | 1                             | 13                                   | 4                    | 1                             |
| УКУПНО | 30                        | 17                            | 26                                   | 6                    | 40                            |
| Пол    | Финансијско посредовање   | Некретнине                    | Државна управа и одбрана             | Образовање           | Здравствени и социјални рад   |
| Мушки  | 0                         | 2                             | 1                                    | 2                    | 10                            |
| Женски | 0                         | 3                             | 1                                    | 3                    | 4                             |
| УКУПНО | 0                         | 5                             | 2                                    | 5                    | 14                            |
| Пол    | Остале услужне активности | Приватна домаћинства          | Екстериторијалне организације и тела | Непознато            | Непознато                     |
| Мушки  | 2                         | 0                             | 0                                    | 14                   | 14                            |
| Женски | 0                         | 0                             | 0                                    | 4                    | 4                             |
| УКУПНО | 2                         | 0                             | 0                                    | 18                   | 18                            |

## Слике
- „Уклети“ дом културе
- Кош за кукуруз
- Стара кућа у селу
- Кућа у селу
- Кућа у селу
- Кафана „Бела лађа“